# SN 2002jv
SN 2002jv – supernowa typu II odkryta 6 grudnia 2002 roku w galaktyce A020434-0351. W momencie odkrycia miała maksymalną jasność 22,60m.